# La Ville-aux-Bois
La Ville-aux-Bois település Franciaországban, Aube megyében. Lakosainak száma 28 fő (2022. január 1.). La Ville-aux-Bois Épothémont, Soulaines-Dhuys, Ceffonds és Rives Dervoises községekkel határos.

## Népesség
A település népessége az elmúlt években az alábbi módon változott:
| Lakosok száma | 12   | 14   | 18   | 19   | 20   | 23   | 30   | 27   | 28   | 28   |
|               | 1968 | 1982 | 1990 | 2006 | 2013 | 2015 | 2017 | 2019 | 2020 | 2022 |